# ALONE/アローン
『ALONE/アローン』 (原題：Mine) は、2016年のアメリカ合衆国・スペイン・イタリアのアクションスリラー映画。ファビオ・レジナーロとファビオ・グアリョーネ両監督の長編デビュー作。監督はシチュエーションスリラー『YES/NO イエス・ノー』の脚本を手掛けた両名。主演はアーミー・ハマー。
砂漠の地雷原で地雷を踏んでしまった兵士が、一歩たりとも動けない状況で援軍を待ちながら陥る極限状態を描く。

## ストーリー
米海兵隊のスナイパーであるマイク・スティーブンスは、スポッターのトミー・マディソンと共に北アフリカでテロリストのリーダーを暗殺する任務に就いていた。しかし、ターゲットが現れたのは結婚式の場であり、マイクは狙撃を躊躇って暗殺に失敗してしまう。
辛くも敵の攻撃から逃れた2人は救援を受けられる村へと徒歩で向かうが、途中で危険地帯を示す看板が風で飛ばされてきた。周辺一帯に3000万以上の地雷が埋まっていることを思い出したマイクは、村への道中が地雷原なのではないかと疑うが、到着を急ぎたいトミーの言葉で前進を続ける。すると、間もなくトミーは地雷を踏んで両足が吹き飛び、ほぼ同時にマイクも左足で地雷を踏んでしまう。一歩も動けなくなったマイクは離れた位置で横たわるトミーを叱咤激励し、彼が抱えていた無線機で救援を呼ばせようとするが、気が動転して上手くできない。見かねたマイクが地雷の不発を信じて移動しようとすると、トミーは彼を止めるために拳銃で自殺してしまった。
慟哭の後に自身を落ち着かせたマイクは、慎重に右膝を突いて足の下に地雷があることを改めて確認すると、手斧・靴紐・ライフルスリングを活用してトミーの傍にある無線機入りのバッグをなんとか手繰り寄せるが、無線を使用するには太陽電池による充電が必要だった。所持品を改めながら充電完了を待って友軍に救助を要請すると、「砂嵐の影響で救助ヘリを向かわせることはできない」「周辺で任務を行う部隊が最短で52時間後に近くを通過する」「限界が来たら爆発しない確率7％に賭けて地雷から足を離せ」と返答される。最後の携帯食料と水を口にした後、やがて迫ってきた砂嵐を耐えたマイクの傍にはトミーの遺体が運ばれてきており、固定し忘れていた無線機は遠く離れてしまっていた。
炎天下の中、衝動的に自殺を考えるマイクの目線の先には原住民の男が歩く様子が見える。「水と無線機が必要だ」と助けを求めるマイクに対し、ジグザグに歩いて近付いてきた男は水筒を受け取ると「一歩踏み出せ」と告げて去っていく。覚悟を決めたマイクが飲尿に踏み切る直前、男の娘らしき少女が水の入った水筒を持ってきてくれたが、2人とも無線機を取ってきてはくれなかった。やがて日が暮れると、マイクは小さな焚き火で暖を取りながらスマホで恋人との写真を眺め、密かに撮影されていた彼女からのメッセージを見つけて勇気を貰う。しかし、暴力を振るう父親の記憶を夢に見て目を覚ますと、周囲の暗闇には狼の群れがおり、銃で撃退することはできたがトミーの遺体を奪われてしまった。
翌朝、再び現れた昨日の男との会話の中で、マイクは「ジグザグに歩くのは地雷の位置を知っているからだ」と言うが、男は「地雷の位置なんて知らない」と言い返す。その後、マイクのしつこさに根負けした男は無線機を拾ってマイクに手渡し、「自由な人になれ」と言って帰っていった。マイクは小さな蠍や飲尿で飢えを凌ぐが、次第に意識は朦朧としていき、父親やトミーの幻覚に悩まされるようになる。
夜闇の中で襲い掛かってきた狼を傷だらけになりながらも撃退したマイクは、予定の52時間まで残り7時間となった明け方に無線連絡を受け取り、部隊の到着まで17時間かかると知らされる。無線の先にいる恋人と話し、意識を失って倒れるマイクを支えたのは原住民の男だった。男が傷の手当をする間、マイクは水を持ってきた少女のことを聞くが、男の娘は彼がゲリラに売るための地雷を掘っていた際に亡くなっており、水を持ってきたのは男であったという。しかし、「幻でも娘に会ってくれて嬉しい」と続けると、「前に進み続けろ」と助言をして去っていった。
様々な幻覚に襲われる中、部隊の到着に気付いて無線にも応答するマイクだが、位置を知らせるための発煙筒は敵兵の銃撃を受けて手から離れ、遠くに落ちてしまう。砂埃で煙幕を張りながら敵兵を次々と狙撃して危機を逃れたマイクは、死に際の母から「前に進むのよ」と言われたことを思い出す。マイクが勇気を出して一歩踏み出すとそこに地雷はなく、埋まっていたのは原住民の男の娘が地雷の代わりに埋めたブリキ缶だった。
友軍に救助されたマイクは恋人と再会すると、右膝を突いてプロポーズを行う。

## 登場人物・キャスト
※括弧内は日本語吹き替え
マイク・スティーブンス
演 - アーミー・ハマー（津田健次郎）
米海兵隊のスナイパー。本名はマイケル。真面目な性格で、恋人との結婚に踏み切れないでいる。
ジェニー
演 - アナベル・ウォーリス（浅井晴美）
マイクの恋人。
トミー・マディソン
演 - トム・カレン（市橋尚史）
マイクの相棒であるスポッター。任務中でも軽口が絶えない。
ベルベル人
演 - クリント・ディアー
原住民。「ベルベル人」の意味を「自由な人」であるとマイクに説明する。
マイクの父
演 - ジェフ・ベル（中務貴幸）
名前はボビー。
マイクの母
演 - ジュリエット・オーブリー
名前はローズ。
ベルベル人の女の子
演 - イネス・ピナル・ミル
デルタフォース #1
演 - ルーカ・ペロス
少年
演 - ダニエル・サンドオーヴァル
サイード・アジフ
演 - アグスティン・ロドリゲス
ベドウィンの新婦
演 - イェサレラ・アズルメンディ
ベドウィンの新郎
演 - マヌエル・メデーロ
バートン司令官（声）
演 - デヴィッド・カーク・トレイラー
ラジオオペレータ（声）
演 - エドアルド・プルガトーリ

## 製作
2012年、ファビオ・レジナーロとファビオ・グアリョーネ両監督は、プロデューサーのピーター・サフランに本作の脚本を売り込んだ。
2014年4月30日、アーミー・ハマーがキャストに参加。グアリョーネ監督は当初、ハマーが以前まで「チャーミング」な役をやっていたことを理由にハマーのキャスティングに反対し、プロデューサーのピーター・サフランに「ハマーが主演するならこの映画は死んだ」とまで発言していた。しかし、サフランは彼に「ハマーはこれまでデヴィッド・フィンチャー（『ソーシャル・ネットワーク』）、クリント・イーストウッド（『J・エドガー』）、ガイ・リッチー（『コードネーム U.N.C.L.E.』）のような名監督らと仕事をしている」と説得し、ハマーとの打合せにこぎつけた。ただし、最終的に両監督は「最初から彼に決めていた」とも述べ、自身と真逆ともいえる主人公を演じたハマーを称賛している。
米海兵隊のトミー・マディソンの役については、トム・カレンに決まるまで両監督はラミ・マレック、アダム・ブロディ、クリス・ジルカなど50人以上のアメリカ人俳優を検討した。
映画はカナリア諸島のフエルテベントゥラ島で撮影された。

## 公開
本作は2016年10月6日にイタリアでEagle Picturesより公開された。アメリカ合衆国では2017年4月7日にWell Go USA Entertainmentより公開された。

## 評価
映画批評集積サイトのRotten Tomatoesには27件のレビューがあり、批評家支持率は15%、平均点は10点満点で3.9点となっている。また、Metacriticでは10件の批評に基づき加重平均値は40/100となっている。
ヨーロッパでは肯定的に評価されており、集積サイトMymovies.itでは5点満点で3.20点となっている。